# Маркушовці
Маркушовце (словац. Markušovce) — село в окрузі Спішска Нова Вес Кошицького краю Словаччини. Площа села 18,51 км². Станом на 31 грудня 2015 року в селі проживало 4406 жителів.

## Географія
Протікають Маркушовський потік і Руднянський потік.

## Історія
Перші згадки про село датуються 1289 роком.

## Населення
| Рік:            | 1994. | 2004.    | 2014.    | 2024.    |
| --------------- | ----- | -------- | -------- | -------- |
| Кількість осіб: | 2835  | 3533     | 4252     | 4843     |
| Різниця:        |       | +24,62 % | +20,35 % | +13,89 % |

| Рік:            | 2023. | 2024.   |
| --------------- | ----- | ------- |
| Кількість осіб: | 4796  | 4843    |
| Різниця:        |       | +0,97 % |